# Anne Baxter
Anne Baxter (født 7. maj 1923, død 12. december 1985) var en amerikansk teater- og filmskuespiller. Hun modtog en Oscar for bedste kvindelige birolle for sin præstation i Knivens æg, men hun er nok mest berømt for sin Oscar-nominerede rolle som Eve i Alt om Eva.

## Biografi
Hun var barnebarn af den berømte arkitekt Frank Lloyd Wright. Hun studerede på fine privatskoler og allerede som 11-årig begyndte hun at studere hos den russiske skuespiller Maria Ouspenskaya, der drev den berømte teaterskole School of Dramatic Art i New York. Baxter debuterede på Broadway som 13-årig i Seen But Not Heard.
Hun gjorde filmdebut i 1940. Baxter vandt en Oscar for bedste kvindelige birolle i 1946 for for hendes præstation i Knivens æg. I 1950 blev hun nomineret til en Oscar for bedste kvindelige hovedrolle for sin rolle som den unge ambitiøse, kalkulerende og karrierehungrende skuespillerinde Eva i Alt om Eva.
I 1961 vendte hun pludseligt Hollywood ryggen, da hun i sit andet ægteskab med Randolph Galt bosatte sig på en gård i et af Australiens mest isolerede og primitive områder. Parret skiltes i 1969 og fortalte om hendes erindringer med dette liv i hendes bog Intermission: A True Story, som fik ros fra litteraturkritikere.
I 1971 havde hun stor succes på Broadway i skuespillet Applaus, der byggede på hendes succesfilm, Alt om Eva.
I 1980'erne spillede hun rollen som hotelejer i den populære tv-serie The Hotel.

## Filmografi (udvalg)
- 1940 – The Great Profile
- 1940 – 20 Mule Team
- 1941 – Sumpen
- 1941 – Charley's Aunt
- 1942 – Familien Amberson
- 1942 – Manden med pilefløjterne
- 1943 – Ørkenens hemmelighed
- 1943 – Nordstjernen
- 1943 – Dybets helte
- 1944 – Den farlige gæst
- 1944 – Sunday Dinner for a Soldier
- 1944 – Der var 5 brødre
- 1945 – Skandale ved hoffet
- 1946 – Helvede venter
- 1946 – Knivens æg
- 1947 – Blaze of Noon
- 1948 – Desperados
- 1948 – Hjemkomst
- 1950 – Alt om Eva
- 1950 – A Ticket to Tomahawk
- 1952 – Livets glada karusell
- 1953 – Jeg tilstår
- 1953 – Den blå gardenia
- 1955 – Bedevilled
- 1956 – De ti bud
- 1957 – Tre voldsomme mennesker
- 1958 – Fældende bevis
- 1960 – Cimarron
- 1962 – Skøgernes hus
- 1967 – Stranger on the Run
- 1970 – Ritual of Evil
- 1971 – Dynamit eller dollars
- 1973 – Columbo (TV-serie) - afsnittet Requiem for a Falling Star
- 1980 – Jane Austen in Manhattan
- 1981 – Øst for paradis
- 1984 – The Masks of Death